# Serrat d'Escobedo
El Serrat d'Escobedo és una serra situada a cavall dels termes municipals de la Guingueta d'Àneu, dins de l'àmbit de l'antic terme d'Unarre, i d'Esterri d'Àneu a la comarca del Pallars Sobirà.
Arriba a una elevació màxima de 1.909,8 metres en el Pic d'Escobedo, situat al seu extrem nord, mentre que en el meridional es troba el del Faro. Separa les valls de la Noguera Pallaresa, a ponent, i del Riu d'Unarre, a llevant.